# Molk organa
Molk organa oziroma molk uprave nastopi takrat, ko pristojni organ ne izda upravne odločbe o zahtevku stranke v zakonsko predpisanem roku. 
Molk organa oziroma molk uprave je pomemben institut z vidika varovanja pravic, ter krepitve pravne varnosti. Varstvo pravic strank je na ta način zagotovljeno v primerih, ko je nek organ zaradi različnih možnih dejavnikov (zaradi preobilice dela, slabe organizacije, založitve ali izgube vloge ipd.) pasiven in ne sprejme nobene odločitve, oziroma ne izda upravnega akta. Stranka ni vezana na noben rok za vložitev pritožbe zaradi molka organa in lahko to stori kadar koli po izteku rokov za izdajo odločbe.

### Rok za izdajo odločbe prvostopenjskega organa
Če se vodi skrajšan ugotovitveni postopek (ZUP-H, 144. člen) je rok za izdajo odločbe en mesec, v primeru posebnega ugotovitvenega postopka (ZUP-H, 145. člen in 164. člen) pa je rok za oddajo odločbe 2 meseca, razen v primerih, ko je s predpisom določen krajši ali daljši rok.
Rok za izdajo upravne odločbe začne teči od dneva vložitve popolne vloge, oziroma od začetka postopka po uradni dolžnosti. V primeru, da stranka odda nepopolno vlogo in jo na zahtevo organa dopolni, začne teči omenjeni rok od dneva, ko je organ prejel dopolnjeno vlogo. Če je postopek prekinjen, tudi rok za izdajo odločbe ne teče.

### Pravica do pritožbe
V primeru molka organa ima stranka pravico do pritožbe (ZUP-H, 222. člen), saj je molk organa Zakon opredelil kot fikcijo negativne odločitve. To pomeni, da se o utemeljenosti pogojev za pridobitev pravice ali obveznosti ni presojalo in je po molku organa pravno razmerje za stranko enako, kot pred uvedbo postopka. Stranka z začetkom postopka želi spremeniti svoje pravno razmerje, kar pa se lahko doseže le z izdajo ustrezne odločbe. Če organ izda negativno odločbo, oziroma, če organ odločbe ne izda, se pravno razmerje za stranko ne spremeni, zato je stranki v obeh primerih potrebno omogočiti možnost pritožbe. 
Stranka pritožbo vloži direktno drugostopenjskemu organu, kadarkoli po izteku roka za odločitev organa prve stopnje, vendar ne, če organ prve stopnje, vmes odločitev sprejme, pa čeprav po roku.
V primeru, da bi bilo zaradi dodatnega časa odločanja organa prve stopnje, ogroženo življenje ali zdravje ljudi, oziroma bi bila možna povzročitev škode za naravno okolje, mora organ druge stopnje nemudoma o zadevi odločiti sam. V nasprotnem primeru pa drugostopenjski organ odredi organu prve stopnje dodaten rok za odločitev, ki ga mora le ta spoštovati.

## Molk organa druge stopnje
ZUP predvieva možnost, da tudi pritožbeni organ ne izda odločbe. Organ druge stopnje ima dva meseca časa, da odloči o pritožbi oziroma področni zakon določa tudi krajši čas. V primeru molka organa druge stopnje, lahko stranka po poteku roka poda zahteva za izdajo odločbe. Organ druge stopnje mora o zahtevi določiti v roku sedmih dni. V primeru da drugostopenjski organ ne odloči tudi po strankinem pozivu, preostane stranki samo še upravni spor kot zadnji mehanizem, katerega funkcija je od uprave neodvisna presoja zakonitosti postopka odločanja o upravnih stvareh in presoja zakonite uporabe materialnih predpisov. 

## Odločanje v primeru molka organa v upravnem sporu
Upravni spor je samostojni sodni postopek. Je subsidiarna oblika sodnega varstva pravic strank, kar pomeni, da če zoper nek akt upravnega organa ni druge oblike sodnega nadzora, se neposredno na podlagi Ustave uporabi upravni spor. .Predstavlja sodno kontrolo, nadzor nad zakonitostjo posamičnih upravnih aktov.
Zaradi molka organa ima sodišče v tožbi na voljo več možnosti. Če je prizadeti posameznik vložil tožbo, s katero zahteva izdajo oziroma vročitev upravnega akta (2. alinea 1. odst. 33. člena ZUS-1), lahko sodišče, če spozna, da je stranka upravičena, tej tožbi s sodbo ugodi (69. člen ZUS-1):
- naloži pristojnemu organu, kakšen upravni akt naj izda;
- naloži vročitev odločbe[mrtva povezava];
- samo določi v zadevi, če so za to izpolnjeni zakonski pogoji (1. in 5. odst. 65. člena ZUS-1).

Če je tožba vložena prezgodaj, se sodišče ne spušča v presojo materialne pravičnosti tožbe, ampak sodišče v tem primeru s sklepom tožbo zavrže (2. tč. 1. odst. 36. člena ZUS-1).

## Primeri iz upravne svetovalnice
- http://www2.fu.uni-lj.si/mediawiki/index.php?title=Ravnanje_stranke_v_primeru_molka_organa_prve_in_druge_stopnje Arhivirano 2014-03-05 na Wayback Machine.

- http://www2.fu.uni-lj.si/mediawiki/index.php?title=Ravnanje_organov_po_vlo%C5%BEitvi_prito%C5%BEbe_zaradi_molka_organa Arhivirano 2014-03-05 na Wayback Machine.

- http://www2.fu.uni-lj.si/mediawiki/index.php?title=Rok_za_prito%C5%BEbo_glede_na_realno_dejanje_organa,_ki_%C5%A1teje_za_odlo%C4%8Ditev Arhivirano 2014-03-05 na Wayback Machine.

## Primeri iz sodne prakse
- Sodba U 310/2002

- Sodba U 311/2002

- Sklep U 1685/94

## Kratice
- ZUS-1 - Zakon o upravnem sporu
- ZUP-H - Zakon o upravnem postopku